# Saints Row (2006)
Saints Row (deutsch „Heiligenstraße“) ist ein Open-World-Actionspiel für Xbox 360. Das von Volition entwickelte Computerspiel wurde 2006 durch THQ veröffentlicht und stellt den ersten Teil der Saints-Row-Reihe dar. Das Spielprinzip erinnert stark an die GTA-Spiele. Insbesondere das zwei Jahre zuvor erschienene GTA: San Andreas mit seinem Gangster-Setting und Bandenkriegen wird als Inspirationsquelle angesehen.

## Handlung und Spielprinzip
Die Handlung findet in der fiktiven Stadt Stilwater statt. Der selbsterstellte Hauptcharakter gerät in eine Bandenschießerei und wird von der Gang der Third Street Saints gerettet, der er anschließend beitritt. Im Laufe des Spiels müssen die feindlichen Gangs Los Carnales, Vice Kings und Westside Rollerz ausgeschaltet werden um bei den Saints aufzusteigen und ihnen die Vorherrschaft über die ganze Stadt zu sichern. Dabei muss in sogenannten Aktivitäten Respekt verdient werden um bei gefüllter Respektleiste weitere Storymissionen freizuschalten. Daneben gibt es Festungs-Missionen, bei denen gegnerische Quartiere direkt angegriffen werden, um Stadtteile einzunehmen. Das Spiel wird in der Third-Person-Perspektive gespielt, enthält Shooter-Mechaniken und bietet die Möglichkeit Autos zu stehlen und zu fahren.

## Entwicklung und Veröffentlichung
Ursprünglich wurde das Spiel unter dem Namen Bling Bling entwickelt und unter diesem Titel als „Spiel-Äquivalent eines Gangster-Rap-Musikvideos“ dem Publisher THQ vorgestellt. Zudem war es als Prequel zu Volitions Science-Fiction-Shooterreihe Red Faction angedacht. Ausschließlich für die Xbox 360 veröffentlicht, wurde unmittelbar nach Release von zahlreichen Spielfehlern berichtet und vom Entwickler ein Patch angekündigt. Zudem folgte im Oktober 2006 ein Feature-Pack zum Download auf Xbox Live. Ende Januar 2007 kündigte Publisher THQ eine PlayStation-3-Umsetzung an, die bereits im Frühjahr erscheinen sollte. Im Mai wurde allerdings die Einstellung des Ports bekannt gegeben, da man sich auf die Entwicklung des Nachfolgers Saints Row 2 konzentrieren wolle, der 2008 sowohl für Xbox 360 als auch PlayStation 3 erschien.
Saints Row erschien in Deutschland nur in einer geschnittenen Fassung ohne Jugendfreigabe, die ungeschnittene EU-Version wurde 2007 von der Bundesprüfstelle für jugendgefährdende Medien indiziert.

## Rezeption
Das Spiel erhielt überwiegend positive Reviews. Von vielen Testern wurde übereinstimmend festgestellt, dass Saints Row sehr den Titeln der GTA-Reihe ähnle. Zum Teil wird es als Klon bezeichnet.

„Ja: Volition hat sich in mehr als einem Punkt im großen weiten GTA-Universum bedient. Und auch wenn es dem Nachahmer nicht vollends gelingt, aus dem Schatten des großen Idols zu treten, liefert der Ausflug nach Stilwater einen unterhaltsamen und gelungenen Vorgeschmack, welches Potenzial die so genannten "Open World"-Spiele im Zusammenspiel mit NextGen-Systemen bieten.“

Laut 4Players sei das bekannte Spielprinzip genau an den richtigen Stellen aufgebohrt worden, lediglich technische Patzer trüben den Spieleindruck und der Online-Modus wirke „draufgestülpt“. Auch der Redakteur von GamePro sieht Verbesserungen zu Vorlagen wie Grand Theft Auto: San Andreas. So sei die Spielwelt Stilwater zwar kleiner als San Andreas, aber ein Ringmenü ermögliche einen schnelleren und komfortableren Waffenwechsel, als dies beim Genrevorreiter der Fall sei. Dem englischsprachigen Portal IGN zufolge sei Saints Row besser als die meisten, wenn nicht alle GTA-Klone, kann Rockstars Vorlage aber nicht übertrumpfen, auch wenn es in einzelnen Aspekten voraus sei.

### Verkaufszahlen
Insgesamt soll sich das Spiel über 2 Millionen Mal verkauft haben.